# ميتشل فورم
ميتشل فورم (بالهولندية: Michel Vorm) (مواليد 20 أكتوبر 1983 في نيوفيغين) لاعب كرة قدم هولندي يلعب حاليا لصالح نادي توتنهام الإنجليزي .

## روابط خارجية
- ميتشل فورم على موقع الاتحاد الدولي (مؤرشف)  (الإنجليزية)
- ميتشل فورم على موقع الاتحاد الأوربي (الإنجليزية)
- ميتشل فورم على موقع إي إس بي إن إف سي (الإنجليزية)
- ميتشل فورم على موقع قاعدة بيانات كرة القدم.إي يو (الإنجليزية)
- ميتشل فورم على موقع ناشيونال فوتبول تيمز (الإنجليزية)
- ميتشل فورم على موقع Soccerbase.com (لاعب) (الإنجليزية)
- ميتشل فورم على موقع Soccerway.com (الإنجليزية)
- ميتشل فورم على موقع عالم كرة القدم.نت (الإنجليزية)
- ميتشل فورم على موقع كووورة
- ميتشل فورم على موقع AS.com (الإسبانية)